# David Bertran Román
David Bertran Román (Lleida, 1989) és un politòleg i polític català, diputat de Ciutadans - Partit de la Ciutadania al Parlament de Catalunya en la XII Legislatura. És graduat superior en comerç internacional i màster en relacions internacionals de la Unió Europea i diplomàcia.

## Biografia
Va néixer a la ciutat de Lleida el 1989 i cursà estudis primaris, secundaris i la modalitat social del batxillerat al col·legi Mater Salvatoris de la mateixa ciutat.
L'any 2007 començà a cursar el grau superior en comerç internacional a l'Escola Superior de Comerç Internacional (ESCI) de Barcelona, centre associat a la Universitat Pompeu Fabra, on es graduà el 2011. Durant aquesta etapa treballà com a becari al Parlament Europeu.
El mateix any 2011 inicià els estudis del grau en Ciències Polítiques i de l'Administració a la mateixa universitat, d'on es graduà el juliol de 2015 amb una tesi sobre el desenvolupament econòmic i polític dels països del nord d'Àfrica. Durant els anys d'estudis universitaris va mantenir una destacada activitat en el món associatiu, formant part de l'associació Deba-t.org.
El 2016 es graduà del màster en Relacions Internacionals i diplomàcia pel College of Europe a Bruges (Bèlgica) amb una tesi sobre lliure comerç i desenvolupament amb els casos de Corea del Sud, la Unió Europea i el Marroc.
Posteriorment ha treballat d'assistent a Viena, a la representació permanent d'Espanya a l'Organització per a la Seguretat i la Cooperació a Europa (OSCE), també com a assistent d'investigació per a la cap de departament de societat civil i cultura a l'Institut Europeu de la Mediterrània a Barcelona i en la seva etapa prèvia abans de ser diputat com a Junior Professional Officer al departament de gestió i finances de l'OSCE a Viena, a Àustria.
L'any 2016 començà a militar a Ciutadans - Partit de la Ciutadania, partit pel qual fou elegit diputat a les eleccions al Parlament de Catalunya de 2017 per la Circumscripció electoral de Lleida, on ostentà la tercera posició de la llista.